# Oštrobradić
Oštrobradić je naselje u Hrvatskoj u sastavu općine Malinske – Dubašnice. Nalazi se u Primorsko-goranskoj županiji.

## Zemljopis
Nalazi se na otoku Krku. Zapadno su Sveti Anton i Milovčići, sjeverozapadno su Turčić, Zidarići i Milčetići, sjeverno su Bogovići, Žgombići, Kremenići i Radići, sjeveroistočno su Maršići i Rasopasno, istočno-sjeveroistočno je Gabonjin, južno su Barušići i Ljutići, jugozapadno su Sveti Ivan, Sabljići i Strilčići. Jugoistočno je jezero Ponikve.

## Stanovništvo
| broj stanovnika | 150   | 165   | 188   | 202   | 209   | 234   | 194   | 150   | 161   | 165   | 130   | 111   | 78    | 71    | 89    | 86    | 96    |
|                 | 1857. | 1869. | 1880. | 1890. | 1900. | 1910. | 1921. | 1931. | 1948. | 1953. | 1961. | 1971. | 1981. | 1991. | 2001. | 2011. | 2021. |